# 分解された男

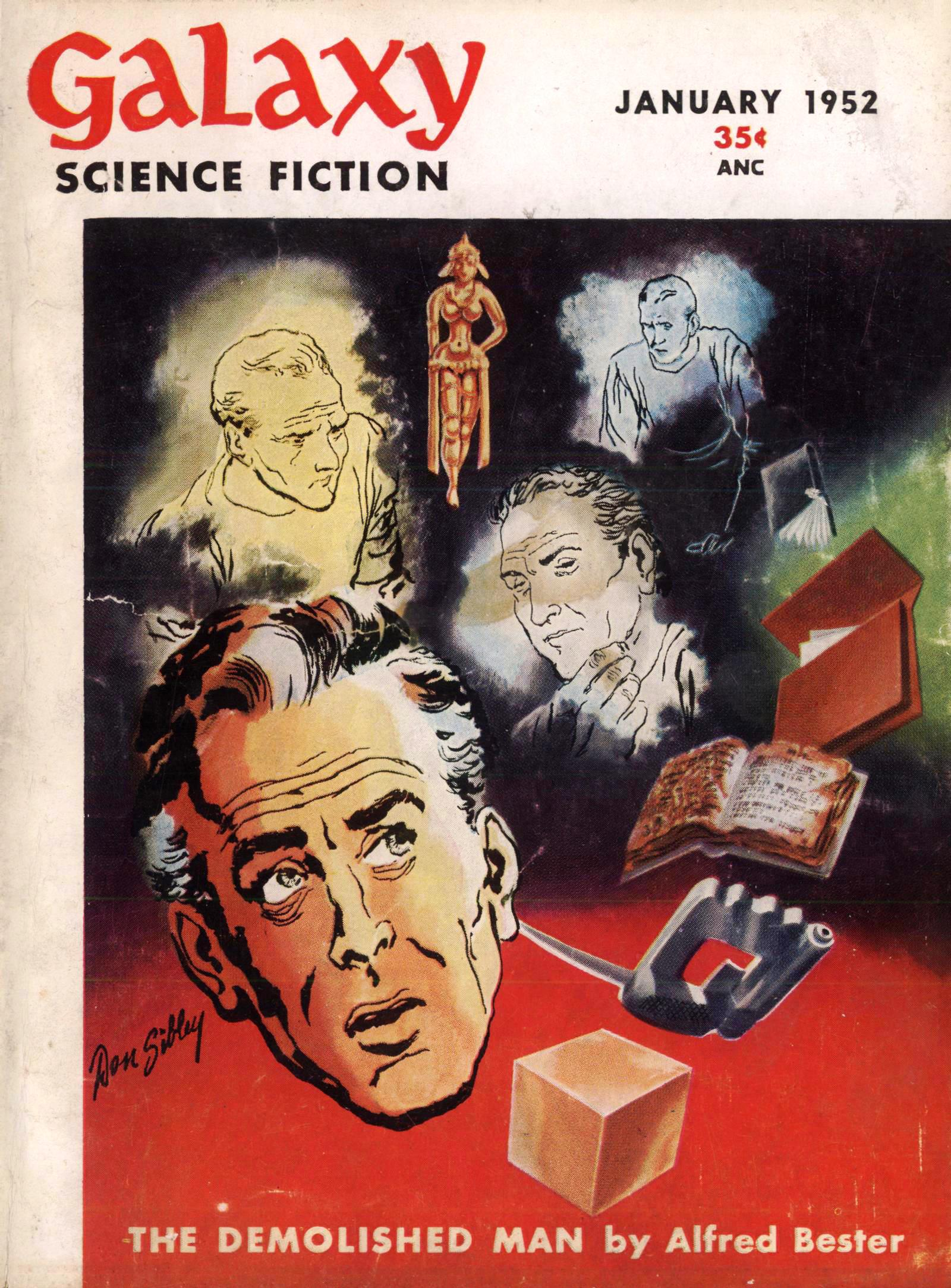
連載第1回目はギャラクシー・サイエンス・フィクション誌1952年1月号の表紙を飾った。

『分解された男』（ぶんかいされたおとこ）あるいは『破壊された男』（はかいされたおとこ、英語原題：The Demolished Man）は、アルフレッド・ベスターが1953年に発表したSF小説。ベスターの長編1作目。1953年の第1回ヒューゴー賞の受賞作である。

## 概要
テーマは、エスパーによる24世紀のマンハント劇で、追いつ追われつの死闘を演じる警察小説でもある。
1951年より『ギャラクシー・サイエンス・フィクション』誌に連載され、連載中から話題を呼び、1953年に単行本にまとめられるや、ヒューゴ賞を受賞する。
絢爛とした目新しさを持つ文体と視覚効果を狙ったタイポグラフィが使用され、独創性があった。一時期、ベスターばりの文体と小活字から大活字へのクレッシェンドが模倣され、雑誌と単行本に氾濫した。

## あらすじ
時は24世紀、テレパシー能力をもつエスパーが社会で活躍しており、『エスパー・ギルド』には第三級のエスパーが10万人、第二級のエスパーが1万人、第一級のエスパーが1000人弱の加盟者を持っている。人の心を読むエスパーの活躍により計画殺人は不可能となり、殺人に成功した例はなく、もし捕まれば最高刑である分解の刑に処される。
モナーク物産の社長ベン・ライクは、顔のない男の悪夢に悩まされており、第二級エスパーである精神科医に顔のない男の正体がライバル企業であることを指摘される。ライクは、ライバル企業の社長ド・コートニーに共同提携を提案するが拒否され、ド・コートニーを殺害することを決意する。ライクは第一級エスパーを買収して協力を得、コートニーの殺人を実行するが、被害者の娘に犯行を目撃された上に逃げられてしまう。
第一級エスパーである刑事部長のリンカン・パウエルは、被害者の娘を見つけ、ライクによる殺人を確信する。しかし、殺人の動機が解明できず、逮捕を断念する。一方、ライクは、まだ顔のない男におびえ続けていた。

## 書誌情報
- 『破壊された男』、伊藤典夫訳、ハヤカワ・SF・シリーズ3083、1965年5月、ハヤカワ文庫SF版 2017年1月
- 『分解された男』、沼澤洽治訳、創元SF文庫、1965年5月、ISBN 4-488-62301-8